# KamLAND
KamLAND (или Kamioka Liquid scintillator Anti-Neutrino Detector) — большой нейтринный детектор, совместный американо-японский эксперимент, а также проводящая этот эксперимент международная коллаборация.
На KamLAND было обнаружено более 100 событий, которые могли быть вызваны геонейтрино.

## Общие сведения
- Участники эксперимента — 12 институтов США и Японии, объединяет 93 учёных разных стран.
- Расположен на острове Хонсю, в подземной лаборатории Камиока, в той полости, где раньше был смонтирован детектор Kamiokande-II.
- Является крупнейшим из низкоэнергетичных нейтринных и сцинциляционных детекторов.
- Предназначен для разрешения проблемы нейтринных осцилляций путём детектирования антинейтрино от японских и южнокорейских ядерных реакторов.
- Основной (внутренний) детектор установки содержит килотонну жидкого сцинтиллятора в прозрачной нейлоновой сфере диаметром 13 м.